# Pentafluoruro de yodo

Mejor ilustración

El pentafluoruro de yodo es un compuesto químico. Su fórmula química es IF5. Tiene iones de yodo y fluoruro. El yodo se encuentra en estado de oxidación +5.

## Propiedades
El pentafluoruro de yodo es un líquido de color amarillo pálido. Es un interhalógeno. También es un poderoso agente oxidante. Reacciona con el agua para producir ácido fluorhídrico.

## Preparación
El pentafluoruro de yodo se obtiene quemando yodo en gas flúor.

## Usos
Se utiliza en química orgánica (conversión de aminas a nitrilo después de la hidrólisis).